# Aurica Buia
Aurica Buia (auch Aura Buia; * 16. Februar 1970 in Bratovoești, Kreis Dolj) ist eine ehemalige rumänische Marathonläuferin.
1990 und 1991 wurde sie rumänische Marathonmeisterin. Bei den im Rahmen des Great North Run ausgetragenen Halbmarathon-Weltmeisterschaften 1992 kam sie auf den 19. Platz und gewann mit der rumänischen Mannschaft Bronze. Kurz danach siegte sie beim Istanbul-Marathon. 
Im Jahr darauf wurde sie Achte beim Nagoya-Marathon und Siebte beim Berlin-Marathon, 1994 in Berlin Sechste. 1995 belegte sie beim Marathon der Leichtathletik-Weltmeisterschaften in Göteborg den 27. Platz und wurde Elfte bei den Halbmarathon-Weltmeisterschaften in Belfort.
1996 folgte einem Sieg beim Vienna City Marathon Bronze in der Einzel- und Gold in der Teamwertung bei den Halbmarathon-Weltmeisterschaften in Palma. Zum Saisonabschluss wurde sie Vierte beim Tokyo International Women’s Marathon.
1997 holte sie zum dritten Mal den nationalen Meistertitel über die 42,195-km-Distanz. Bei den Leichtathletik-Weltmeisterschaften in Athen kam sie auf Platz 18, bei den Halbmarathon-Weltmeisterschaften in Košice auf Platz 14. Im darauffolgenden Jahr wurde sie Zehnte beim Boston-Marathon. Bei den Leichtathletik-Europameisterschaften in Budapest lief sie auf den 23. Platz und bei den Halbmarathon-Weltmeisterschaften in Uster auf den 35. Platz.
2001 meldete sie sich mit einem Sieg beim Country Music Marathon zurück. Beim Rock ’n’ Roll Marathon wurde sie Achte, bei den Halbmarathon-Weltmeisterschaften in Bristol belegte sie den 14. Platz, und beim Mailand-Marathon wurde sie Sechste. 2002 verteidigte sie ihren Titel beim Country Music Marathon und wurde jeweils Fünfte beim Los-Angeles-Marathon und in Berlin. In der darauffolgenden Saison kam sie nach einem vierten Platz in Los Angeles und einem zweiten Platz in Wien bei den Leichtathletik-Weltmeisterschaften in Paris/Saint-Denis auf den 45. Platz.
2004 wurde sie Sechste beim Rock ’n’ Roll Arizona Marathon und Vierte beim Salt-Lake-City-Marathon. Im Herbst kam sie bei dem Halbmarathon-Weltmeisterschaften in Delhi auf den 25. Rang. Im letzten Jahr ihrer Karriere lief nach einem neunten Platz in Los Angeles und einem zweiten Platz beim Country Music Marathon bei den Leichtathletik-Weltmeisterschaften 2005 in Helsinki auf dem 21. Platz ein und wurde Vierte in Istanbul.

## Persönliche Bestzeiten
- Halbmarathon: 1:10:40 h, 7. Oktober 2001, Bristol
- Marathon: 2:31:39 h, 14. April 1996, Wien